# 基督被捕 (卡拉瓦乔)
《基督被捕》（義大利語：Cattura di Cristo nell' orto），是意大利巴洛克大师卡拉瓦乔的一幅关于耶稣被捕的画作，绘于1602年，系罗马贵族Ciriaco 马特伊委托，现藏于都柏林的爱尔兰国立美术馆。

## 描述
画中有七个人物：从左到右分别是约翰、耶稣、加略人犹大、三名士兵（最右边的一名士兵在后方几乎看不见）和一名手持灯笼的男子。他们站着，只出现身体的上面四分之三。犹大亲吻了耶稣，向士兵确认身份。人物的背景非常黑暗，主光源在画中不明显，来自左上方；次要的光源是右边的人拿着的灯笼（据信是卡拉瓦乔的自画像；也可能是代表彼得，他先是否认耶稣，后来又继续将基督之光带给世界）。在最左边，约翰正在逃跑；他举起双臂，大口喘气，披风飞扬起来，被一名士兵抢了回来。约翰的惊恐逃离与画家的进入形成了对比；学者认为卡拉瓦乔的观点是，即使是在复活一千年后的罪人，也比他的朋友更了解基督。
这幅画中有两个更令人费解的细节，第一，在左上角，耶稣和若望的头部在视觉上似乎融合在一起，第二，在画面的正中央和最前面，有一个突出的存在，那就是逮捕官的高度抛光的金属手臂。Franco Mormando认为，士兵身上抛光的金属，象征自我反省和良心审视的镜子。像那个时代的许多作家和传教士一样，艺术家可能在“邀请观众看见犹大的行为，照出自己每天背叛耶稣的行为，也就是他们的罪”。
画面中心的耶稣、犹大和伸手的士兵，这个组合类似于1509年阿尔布雷希特·丢勒的木刻。

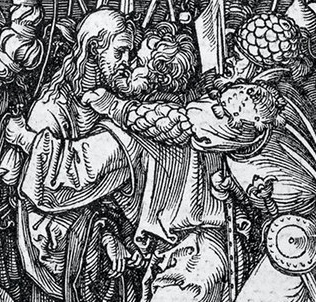
丢勒的木刻

## 丢失和重新发现
到18世纪晚期，这幅画被认为已经消失，大约200年中下落不明。1990年，卡拉瓦乔丢失的杰作在爱尔兰都柏林的耶稣会修道院中发现。这次重新发现于1993年11月发布。
这幅画自1930年代初，就一直挂在都柏林耶稣会士的餐厅里，但长期以来一直被误认为是卡拉瓦乔的一名荷兰追随者洪索斯特（Gerard van Honthorst）遗失原作的复制品。这一错误早在这幅画还属于罗马的马特伊家族所有时就已经发生，最初是他们的祖先委托卡拉瓦乔绘制了这幅画。但是在1786年，朱塞佩·瓦西错误地认为这幅画是洪索斯特的作品，这一错误在1793年马特伊家族盘点财产时继续下去。1802年，马特伊家族将其作为霍索斯特的作品卖给了威廉·汉米尔顿·尼斯贝特，这幅画悬挂在他苏格兰的家中，一直到1921年。1920年代后期，这幅画卖给了爱尔兰儿科医生玛丽·莉亚·威尔逊，1930年代她将其捐赠给了都柏林的耶稣会神父，以感谢他们在1920年6月15日，她丈夫珀西瓦尔·利亚·威尔逊上尉（韦克斯福德郡戈里的皇家警察局地区检察官）被爱尔兰共和军枪杀后，对她的支持。
《基督被捕》在都柏林耶稣会士手中保管了大约60年，直到1990年代初被爱尔兰国立美术馆的高级保管员塞尔吉奥·贝内代蒂发现并认出。院长巴伯神父为了修复的目的，请他检查了里森街耶稣会修道院里的一些画作。 随着一层层污垢和变色的颜料被清除，这幅画的高品质显现出来，初步确定为卡拉瓦乔丢失的画作。验证这幅画真实性的大部分功劳属于罗马大学的两名研究生弗朗切斯卡·卡佩莱蒂和劳拉·泰斯塔。 在长时间的研究中，他们发现了第一次关于《基督被捕》的记载，在一本古老朽烂的账簿中，记录了最初付给卡拉瓦乔的佣金和付款，在Mattei家族的档案中，保存在小镇Recanati一座宫殿的地窖中。
这幅画由都柏林利森街耶稣会修道院无限期借给爱尔兰国立美术馆。1999年，这幅画成为波士顿学院的麦克马伦艺术博物馆举办的一场名为“圣徒与罪人”展览的中心，2006年在阿姆斯特丹梵高博物馆举办的“伦勃朗/卡拉瓦乔”展览上展出。2010年2月到6月，这幅画在罗马Scuderie del Quirinale展出，以纪念卡拉瓦乔逝世400周年。2016年，这幅画在伦敦国家美术馆展出。

## 复制品
这幅画至少有十二幅复制品。其中一幅在玻利维亚苏克雷都主教座堂，曼彻斯特St Bede's College。
乌克兰敖德薩東西方美術館拥有一幅《基督被捕》，据信是卡拉瓦乔本人的复制品。这幅画在2008年被盗，在德国发现。 修复后，乌克兰和俄罗斯科学家称这是一件复制品，由 Giovanni di Attili 为主人的兄弟 Asdrubale Mattei 复制。

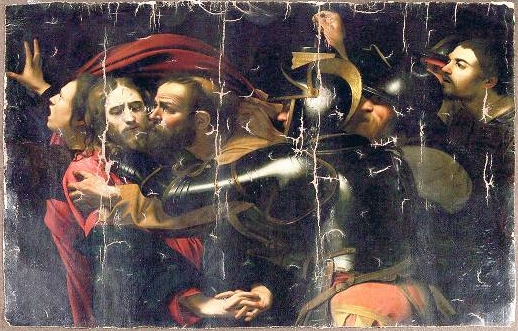
在乌克兰敖德萨损坏的复制品